# Distrikt Corrales
Der Distrikt Corrales  ist einer der 6 Distrikte der Provinz Tumbes in der Region Tumbes im äußersten Nordwesten von Peru. Der Distrikt wurde am 12. Januar 1871 gegründet. Auf 131,6 km² Fläche lebten beim Zensus 2017 23.337 Einwohner. Im Jahr 1993 lag die Einwohnerzahl bei 17.489, im Jahr 2007 bei 20.984. Verwaltungssitz ist die Stadt San Pedro de los Incas mit 17.883 Einwohnern (Stand 2017). San Pedro de los Incas liegt 4 km südwestlich der Provinz- und Regionshauptstadt Tumbes. Im Distrikt befindet sich der archäologische Fundplatz Cabeza de Vaca mit dem Museum Museo de sitio Gran Chilimasa.
Der Distrikt Corrales liegt am Pazifischen Ozean im Westen der Provinz Tumbes. Der Unterlauf des Río Tumbes bildet die nördliche Distriktgrenze. Die Nationalstraße 1N (Panamericana) von Tumbes nach Zorritos verläuft durch den Distrikt. Im Süden erhebt sich die bis zu 200 m hohe Cerro La Mesa Colorada. Im Tiefland entlang des Río Tumbes und entlang der Küste wird bewässerte Landwirtschaft betrieben. Der Distrikt Corrales grenzt im Nordosten an den Distrikt Tumbes, im Osten an den Distrikt San Juan de la Virgen, im Südosten an den Distrikt San Jacinto sowie im Südwesten an den Distrikt La Cruz.

## Orte im Distrikt
Neben der Hauptstadt San Pedro de los Incas gibt es folgende Orte im Distrikt:
- La Jota (259 Einwohner)
- Los Cedros (372 Einwohner)
- Pampa San Isidro (383 Einwohner)
- Realengal (927 Einwohner)
- San Isidro (3287 Einwohner)